# Anna Maria Benz
Anna Maria Benz (* 14. September 1694 in Kirchheim unter Teck; † 15. Januar 1738 in Nürnberg) war eine deutsche Kunstmalerin des württembergischen Barocks.

## Leben und Werk
Anna war das fünfte Kind von Anna Maria, geb. Bikler, und Johannes Benz, Schreiner und Rat in Kirchheim. Johannes Benz wurde nach dem Stadtbrand von Kirchheim mit Schreinerarbeiten für die Martinskirche beauftragt. Er schreinerte die Epitaphe im Chor (Architektur). Darin sollten Porträts der Obervögte eingefügt werden.
 Im Alter von 16 Jahren malte Anna Maria die Porträts von Obervogt Welling von Vaihingen sowie von Obervogt Konrad Widerholt und seiner Frau Armgard (Widerholtin).
Es ist anzunehmen, dass Anna Maria Benz daraufhin weitere Porträtanfragen und Malaufträge erhielt und ausführte.
Anna heiratete am 20. April 1717 den österreichischen Militär-Kartographen Cyriak Blödner. Sie hatten zusammen drei Kinder: Sophie Jacobine Louysa (getauft 8. Februar 1718, gestorben 31. Mai 1719), Cyriakus Christoph (getauft 30. September 1722, gestorben 10. August 1728) und Albrecht Johannes (getauft 24. Juni 1725).
Das von Cyriak Blödner erstellte Kartenwerk "Theatrum Belli Rhenani" wurde von Anna malerisch ausgeführt. Der wissenschaftliche Kartograph Wilhelm Bonacker (1888–1969) bezeichnet Cyriak Blödner als "trefflichen Kartenmacher", das „Theatrum“ sei eine "Höchstleistung". Er attestiert seiner Ehefrau Anna eine Mitwirkung am Werk. Cyriak verstarb am 30. Dezember 1732.
Anna heiratete am 4. Juni 1737 den Kunsthändler Matthias Egger und zog zu ihm nach Nürnberg. Sie starb am 15. Januar 1738 bei der Geburt von Zwillingstöchtern, die am selben Tag verstarben.